# Craig Brown
Craig Brown (ur. 1 lipca 1940 w Hamilton, zm. 26 czerwca 2023 w Ayr) – piłkarz szkocki grający na pozycji pomocnika, a po zakończeniu kariery menedżer piłkarski; Kawaler Orderu Imperium Brytyjskiego (od października 1999 roku).

## Kariera piłkarska
Brown jako junior grał w piłkę w zespołach szkolnych, a następnie podjął treningi w amatorskim zespole Coltness United. W 1958 roku przeszedł do jednego z czołowych klubów w Szkocji, Rangers F.C. Zawodnikiem Rangersów był przez cztery lata, ale nie potrafił przebić się do składu i jako rezerwowy dwukrotnie został mistrzem Szkocji (1959, 1961) oraz zdobył Puchar Szkocji (1960, 1962). W październiku 1962 przeszedł do Dundee F.C., jednak przez 4,5 roku rozegrał zaledwie 16 ligowych spotkań. W 1968 roku został piłkarzem Falkirk F.C., w którym także był tylko rezerwowym. Zaliczył 17 spotkań, a w 1971 roku zakończył karierę z powodu kontuzji kolana, które miał operowane pięć razy.

## Kariera menedżerska
Po zakończeniu kariery Brown zajął się pracą trenera. W 1974 roku został asystentem menedżera Motherwell F.C., a w 1977 roku podjął pierwszą samodzielną pracę w zespole Clyde F.C., z którym w 1982 roku wywalczył mistrzostwo Scottish Second Division. Trenując Clyde pracował jednocześnie w szkole podstawowej jako nauczyciel. W 1986 roku zaczął pracować W Szkockiej Federacji Piłkarskiej i został asystentem selekcjonera reprezentacji Szkocji Andy’ego Roxburgha. Prowadził też młodzieżowe reprezentacje. W 1989 roku z kadrą U-16 dotarł do finału Mistrzostw Europy U-16, a 3 lata później z kadrą U-21 dotarł do półfinału Mistrzostw Europy 1992.
W grudniu 1993 roku Brown zastąpił Roxburgha na stanowisku menedżera szkockiej kadry A, który zrezygnował w listopadzie tamtego roku. Nie zdołał wprowadzić drużyny narodowej do Mistrzostw Świata w 1994. Awansował za to z zespołem do Euro 96 i Mistrzostw Świata we Francji, jednak w obu przypadkach Szkocja odpadła po fazie grupowej. W 2001 roku zrezygnował ze stanowiska, gdy kadra narodowa nie zdołała awansować do Euro 2000 i Mistrzostw Świata 2002. Jego miejsce zajął Niemiec Berti Vogts.
W 2002 roku Brown został zatrudnoiny na stanowisku menedżera angielskiego Preston North End. 29 sierpnia 2004 został zwolniony z powodu słabych wyników zespołu.